# Teo Elaine Shueh Fhern
Teo Elaine Shueh Fhern (5 de febrero de 1981) es una deportista malasia que compitió en taekwondo. Ganó dos medallas de bronce en el Campeonato Asiático de Taekwondo en los años 2000 y 2004.

## Palmarés internacional
| Campeonato Asiático | Campeonato Asiático      | Campeonato Asiático | Campeonato Asiático |
| Año                 | Lugar                    | Medalla             | Categoría           |
| ------------------- | ------------------------ | ------------------- | ------------------- |
| 2000                | Hong Kong (China)        | Medalla de bronce   | –51 kg              |
| 2004                | Seongnam (Corea del Sur) | Medalla de bronce   | –51 kg              |